# Reich (comune)
Reich è un comune di 359 abitanti della Renania-Palatinato, in Germania.
Appartiene al circondario (Landkreis) del Rhein-Hunsrück-Kreis (targa SIM) ed è parte della comunità amministrativa (Verbandsgemeinde) di Simmern-Rheinböllen.